# Kasteel van Charly
Het Kasteel van Charly (Frans: Château de Charly) is een kasteel in de Franse gemeente Charly. Het kasteel is een beschermd historisch monument sinds 1926.